# Route 55 (Islande)
Pour les articles homonymes, voir Route 55.
La Route 55 (Þjóðvegur 55) ou Heydalsvegur est une route islandaise qui relie la côte nord et la côte sud de la péninsule de Snæfellsnes.

## Trajet
- Route 54 - au nord de la péninsule
- Route 54 - au sud de la péninsule